# Asperala hemichroa
Asperala hemichroa är en insektsart som först beskrevs av Navás 1914.  Asperala hemichroa ingår i släktet Asperala och familjen fångsländor. Inga underarter finns listade i Catalogue of Life.